# Konsulat Argentyny w Gdańsku
Konsulat Argentyny w Gdańsku (niem. Argentinisches Konsulat in Danzig, Consulado de Argentina en Danzig) – argentyńska placówka konsularna mieszcząca się w Gdańsku.
Funkcjonował też konsulat Argentyny w Gdyni z siedzibą przy ul. Starowiejskiej 58 (1937), ul. 3-go Maja 22-24 (1938).

## Kierownicy konsulatu
- 1924-1931 - dr Bartolomé Daneri, konsul generalny (1885-)
- 1932-1934 - Raul P. Pineyro, konsul generalny
- 1934-1940[3] - Carlos R. Piñeyro, konsul generalny (1890-2000)

## Siedziba
- 1925 - Langfuhr, Taubenweg 5, ob. Wrzeszcz, ul. Pniewskiego
- 1927-1931 - Langfuhr, Jäschkentalerweg 46a, ob. Wrzeszcz, ul. Jaśkowa Dolina
- 1932-1934 - Rennerstifgasse 5, ob. Gdyńskich Kosynierów
- 1935-1940 - Langfuhr, Gralathstrasse 3, ob. Wrzeszcz, ul. Hoene-Wrońskiego